# Coupe du monde de biathlon 1985-1986
Navigation
Édition précédente Édition suivante
La 9e édition de la Coupe du monde de biathlon commence à Antholz et se conclut à Boden. L'Allemand de l'Est André Sehmisch remporte le classement général devant deux Allemands de l'Ouest, Peter Angerer et Matthias Jacob. Par ailleurs, chez les femmes, Eva Korpela remporte la Coupe d'Europe.

## Classement général
| Rang | Nom             | Points | Victoire(s) |
| ---- | --------------- | ------ | ----------- |
| 1    | André Sehmisch  | 158    | 1           |
| 2    | Peter Angerer   | 146    | 3           |
| 3    | Matthias Jacob  | 124    | 2           |
| 4    | Tapio Piipponen | 123    | 1           |
| 5    | Alfred Eder     | 120    |             |